# Ernst Schottky
Ernst Max Schottky, född 1888, död 1915, var en tysk botaniker, son till matematikern Friedrich Schottky, bror till fysikern Walter Schottky.
Auktorsnamnet Schottky kan användas för Ernst Schottky i samband med ett vetenskapligt namn inom botaniken; se Wikipediaartiklar som länkar till auktorsnamnet.